# Josef Lowag

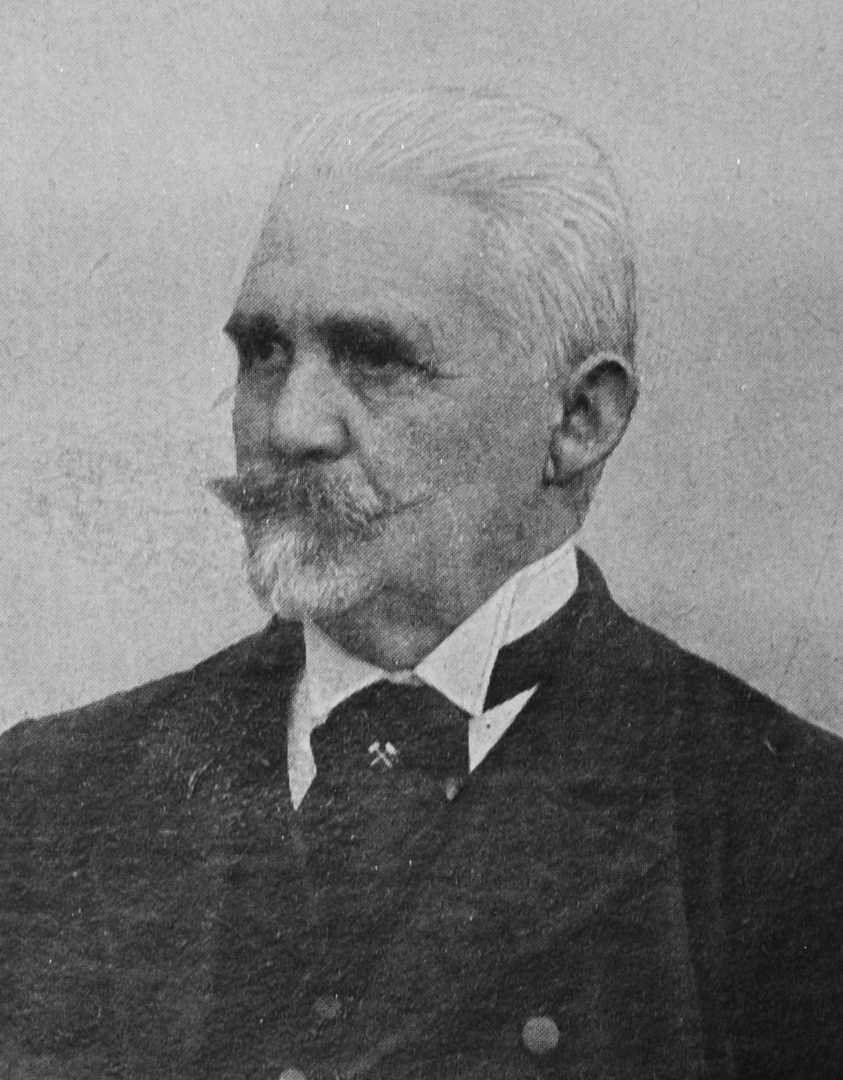
Josef Lowag

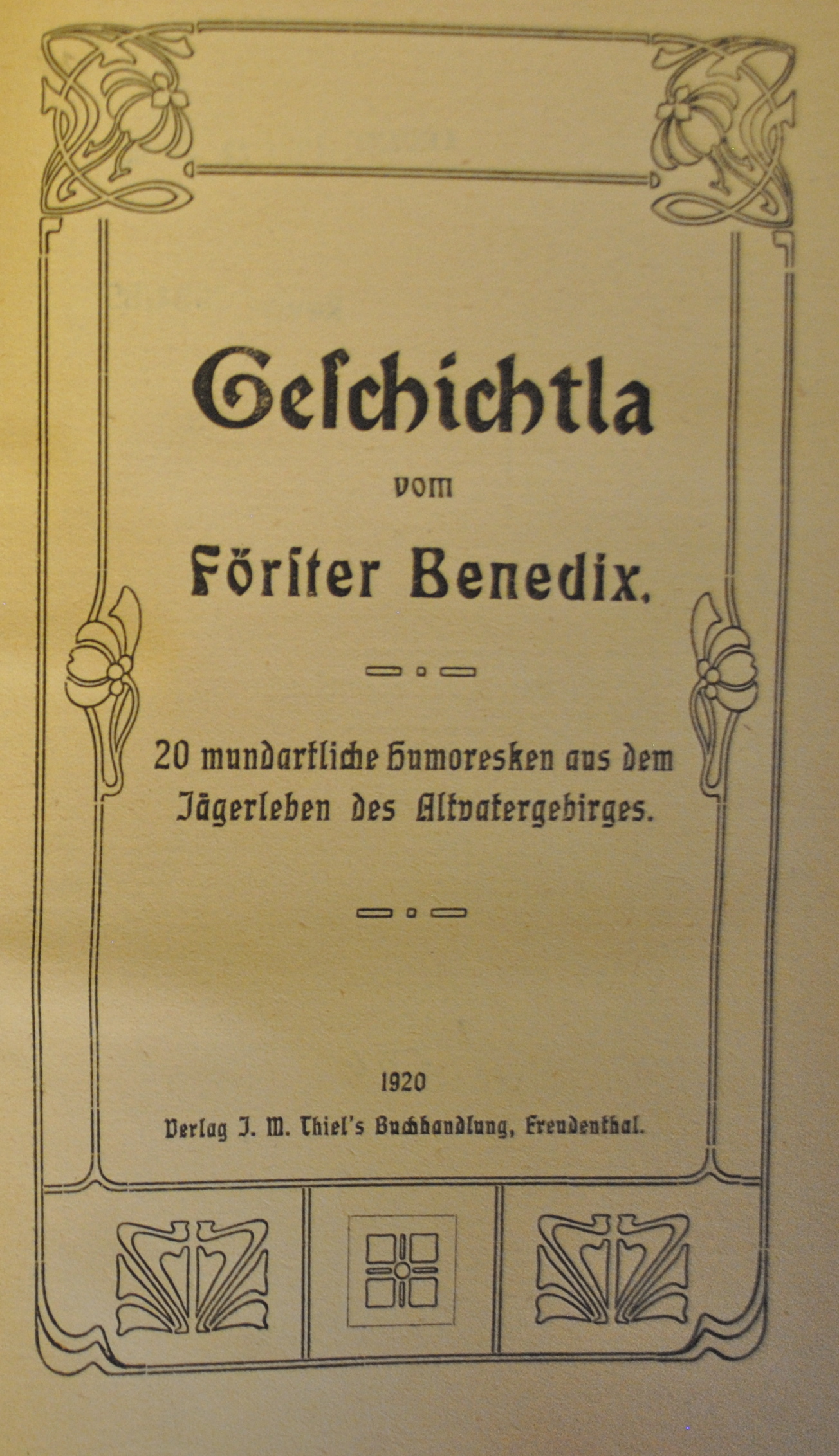
Bucheinband aus dem Jahr 1920

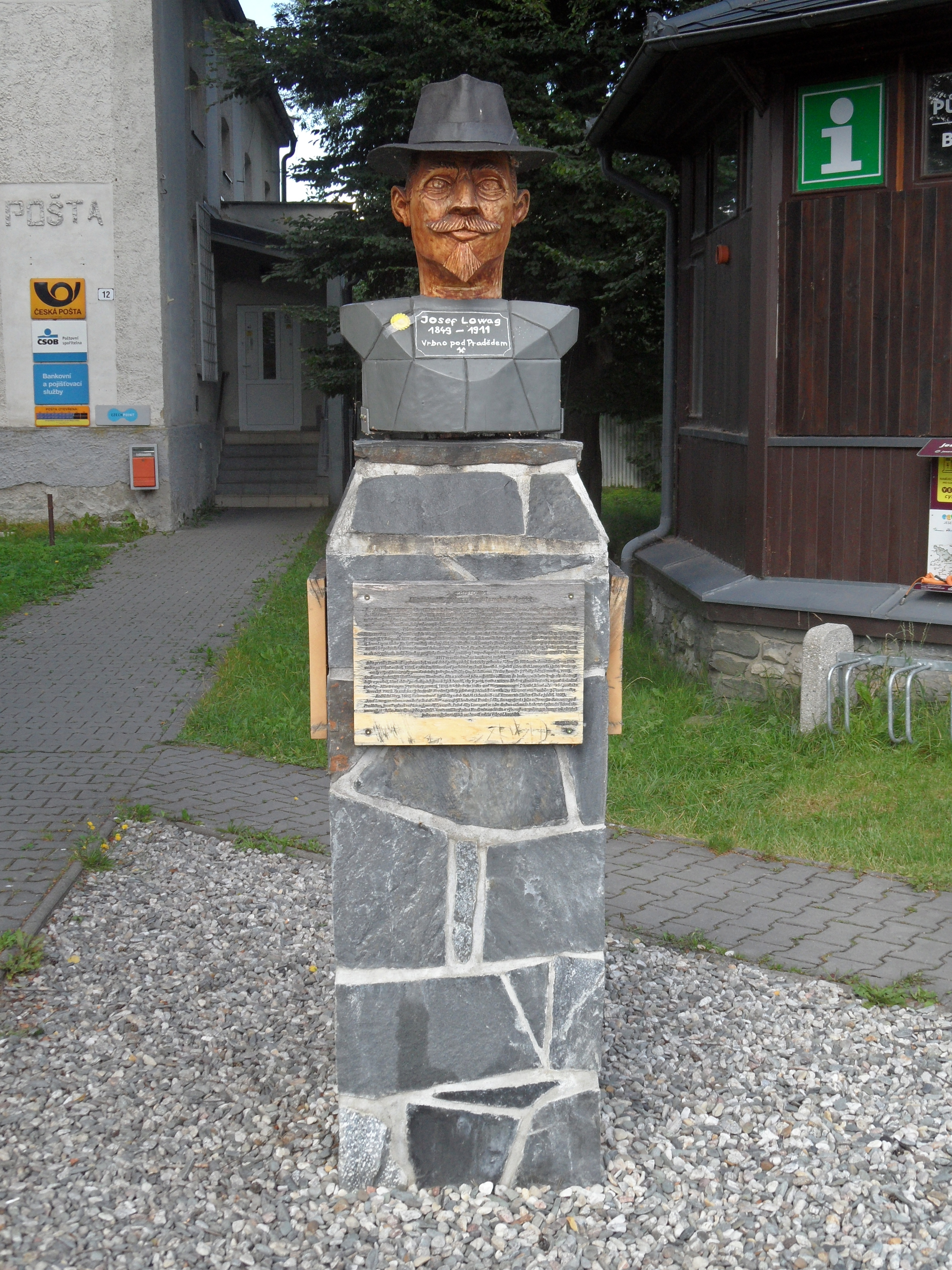
Josef Lowag Denkmal

Josef Lowag (* 18. September 1849 in Einsiedel, Österreichisch-Schlesien; † 14. März 1911 in Würbenthal, Österreichisch-Schlesien) war ein sudeten-schlesischer Mundartdichter.

## Leben
Lowag wurde 1849 als Sohn eines Zeugschmieds im Altvatergebirge geboren. Josef Lowag wurde zunächst Hüttenjunge in einem Eisenwerk und nach dem Besuch einer privaten Bergbau- und Hüttenschule in Buchbergsthal Bergmann. Daneben wirkte er auch als Heimatschriftsteller und Mundartdichter. Lowag verstarb 1911 im Alter von 61 Jahren.
Seine Werke wurden nach 1945 in der Bundesrepublik Deutschland wieder aufgelegt.

## Werke (Auswahl)
- Altvatersagen. Freudenthal 1890.
- Illustrierter Führer durch das Sudetengebirge, dessen Kurorte, Heilanstalten und Sommerfrischen mit besonderer Berücksichtigung des Bades Karlsbrunn. W. Krommer, Freudenthal 1903.